# 石野卓球
石野 卓球（いしの たっきゅう、1967年〈昭和42年〉12月26日 - ）は、日本のテクノミュージシャン、シンガーソングDJ、グルーヴ歌手、音楽プロデューサー。本名は石野 文敏（いしの ふみとし）。愛称は「クリ坊」、「フミトシ」、「卓球さん」。

## 略歴
静岡県静岡市（現:同市駿河区）生まれ。小学生の時、縁日で祖母に買ってもらったイエロー・マジック・オーケストラのアルバム『ソリッド・ステイト・サヴァイヴァー』に衝撃を受け、あまりに毎日聴きすぎたため母親から『イエローマジック禁止令』を出されてカセットテープを隠されてしまったほど。中学生時代にクラフトワークやニュー・オーダー等の他、アインシュテュルツェンデ・ノイバウテンのようなアヴァンギャルドでコアなノイズ等にも傾倒し始め、挙句には勉強部屋で電気ノコギリやドラム缶の音まで鳴らすようになる。この当時、石野の実妹は彼の部屋から聴こえる音がうるさいという内容の詩を書き、コンテストで入賞している。やがてRoland SH-2、TR-606などの機材を買い揃え、宅録ユニット「メリーノイズ」として活動を開始する。
静岡学園高校時代、ピエール瀧ら友人数人とインディーズのテクノユニット『人生（ZIN-SÄY!）』を結成。その後、ナゴムレコードを主宰するケラ（現・ケラリーノ・サンドロヴィッチ）から「レコード出さない？ ナゴムから出さないでどこで出す!?」と声をかけられ、石野の勉強部屋で自宅録音されたデモテープが、そのままナゴムから1stソノシート「9 TUNES FOR MIRAI」として発売されることをきっかけに上京する。
小学生感覚の下品な歌詞と安っぽいシンセサウンドが特徴的で、中には奇声だけで曲にすらなってないパフォーマンス的なものまでレパートリーにあった。曲の長さも短いものが多く、数秒で終わるような極端に短いものもある。『人生』のメンバーは奇抜なメイクをしており、石野は白塗りに目が赤と青の独特なメイクで、時に怪しいピエロ風、時にカッターシャツにネクタイ、時に大ファンである鬼太郎ファッションに身を包んでいた。
電気グルーヴを結成する以前には、エロ本の編集者になりたいと思っていたことをインタビューでも語っている。ちなみにエロ本で活躍していた編集者の青山正明とは『Quick Japan』誌上でテクノ対談を行ったこともある。
インディーズブームに上手く乗っかり、レコードは作品を出す度にインディーズ・ベスト10にランクインする程の人気者になると同時に、ナゴム人気にも貢献する。その後、メンバー・おばば（EX分度器）の脱退に伴い、1989年4月26日のライブを最後に『人生』を解散する。『人生』解散後、1989年4月27日にテクノバンドの電気グルーヴをデニーズ西新宿店で結成。数回のライブとインディーズからのCDリリースを経た後、ソニーレコードのTrefortレーベル（キューンレコードの前身）から声がかかり、メジャーデビューを果たす。
デビュー後から数年は、テクノユニットというよりもラップユニットとしての側面が強かった。しかし、電気グルーヴはあくまでヒップホップではなくエレクトロニックミュージックを身上としており、ラップはボーカルスタイルの方法論として採り入れていたに過ぎなかった。
ソロ活動も盛んであり、欧州を中心に海外活動を行っている。1994年にNINJAHEAD名義でリリースした「PULSEMAN VS SINEMAN」がクラブヒットを博し、数々のコンピレーションアルバムに収録された。1998年、ベルリンで行われた世界最大のテクノフェスティバルであるラブパレードのFinal Gatheringにおいて100万人の聴衆の前でプレイしている。
日本においては日本最大の屋内レイヴイベント「WIRE（ワイヤー）」を行い、レコードレーベルLoopaおよびplatikを主宰し、月に1度のレキュラーパーティーとして2002年より東京・円山町にあるクラブ「WOMB」にて「STERNE（シュテルネ）」（ドイツ語で「星」）を、2009年5月より京都の四条河原町付近にあるクラブ「世界WORLD」にて「SPRUNG（シュプルング）」（ドイツ語で「跳躍」）を開催している。
1990年代後期より東京都内某所にプライベートスタジオ「montag」を構え、ここを拠点に活動を行っている。
活動の本体である電気グルーヴやソロ名義でのリリースに加え、変名での活動や、他のミュージシャンとのコラボレートによる連名もしくはユニット名義でのリリースが多いのも特徴である。具体的な変名としては、662's、DOVE LOVES DUB、Jamaican Zamuirai、NINJAHEAD、MICKIEE、YAKYUU ISHIDA、Ginger Headsなど。コラボレートしたミュージシャンとしては、ウェストバム、マイク・ヴァン・ダイク、フランク・ムラー、小山田圭吾、岡村靖幸、砂原良徳、川辺ヒロシ、篠原ともえ、スチャダラパー、七尾旅人、AFRA & INCREDIBLE BEATBOX BANDなどが挙げられる。
また、リミキサーとしても活動しており、国内外問わず多くの作品を手がけている。クレジットされているアーティストとして、YMO、ピチカート・ファイヴ、エレファントカシマシ、少年ナイフ、宍戸留美、ORANGE RANGE、テクネイジア、李博士、m-flo、SOUL FLOWER UNION、HALCALI、RAM RIDER、ヒカシュー、ポール・モーリア、サカナクションが挙げられる。
プロデューサーとして、デビュー当初の篠原ともえの作品を手がけている。そのほか細川ふみえ、五島良子、木村カエラ、日出郎などのプロデュースをしている。
宇川直宏の音楽ユニット、UKAWANIMATION!のシングル"惑星のポートレイト 5億万画素"では石野卓球がリスペクトを公言していたという萩原健一とのコラボレーションを実現。
映画や舞台で使用される劇伴の制作や楽曲提供の依頼も多い。昨今はDJやリミキサーとしてのソロ活動や川辺ヒロシと結成したInKとしての活動なども盛んである。
銃社会にはアンチの姿勢をとっている。「もし合法的に銃の所持を許される世の中になっても、人殺しの道具である以上、俺は一生持ちたくない。人を殺す目的だけの為に生まれてきた道具だけは触れたくも無い」といった主旨の発言を行っている。
2019年6月30日をもってソニー・ミュージックアーティスツとのマネジメント契約を終了した。同年11月18日18時、電気グルーヴのホームページ上で、新マネジメント会社として『macht inc.』を発足したことを発表した。
2024年7月に配信されたNetflixドラマ『地面師たち』で劇伴を初めて手掛ける。

## エピソード
- マゾなので「尿は飲んでも飲まれるな」が身上である。また、基本的にノンケだが、テクノ系クラブシーンに身を置く都合上、ゲイに対する偏見は薄く、ゲイカルチャーとはなんとなくウマが合い、「まぁ、それなりに…」とチャレンジした事があると告白している[9]。
- 1999年に女性誌『CREA』での対談で結婚していることを明かしている[注 1][10]。結婚について真偽を問う質問がラジオに寄せられても「あれは嘘」と笑い飛ばしていたという[10]。これは妻が一般人であることから、プライベートに関しては秘密主義を貫いているためだという[10]。石野が以前所属していた事務所関係者によると夫婦仲については円満であるという[10]。
- 1980年代のエロ本文化にも造詣が深く、スーパー変態マガジン『Billy』（白夜書房）やニューウェイヴ自販機本『HEAVEN』（アリス出版）をリアルタイムで購読していたという[11]。また電気グルーヴを結成する以前には、当時「サブカルの最前線」という位置付けにあったエロ本の編集者になりたいと思っていたことをインタビューで語っている[12]。
- 電気グルーヴの楽曲「リンギンベル」のイントロに使用されているベルの音は、とある空港で自身が偶然にベル合奏の練習をしている団体に遭遇した際、許可を得て録音・サンプリングした音源であると雑誌『Sound & Recording Magazine』（リットーミュージック）[要ページ番号]内のインタビュー記事で語っており、その録音に使用されたローランドR-05の実物画像がインタビュー記事と共に掲載されている（GROOVE SPRING 2012号）[要ページ番号]。
- 阪神タイガースのファンでもある。
- 自動車の運転免許は持っておらず、移動手段はもっぱら自転車である。

## 作品

### シングル
- anna -letmein letmeout-（1999年）
- STEREO NIGHTS（2001年）
- TAKBAM（2001年）
- ANTHEM -takkyu ishino remix-2002 FIFA Word Cup TM Official Anthem-（2002年）
- The Rising Suns（2004年）

### アルバム

#### オリジナル・アルバム
1. DOVE LOVES DUB（1995年）
2. BERLIN TRAX（1998年）
3. throbbing disco cat（1999年）
4. KARAOKE JACK（2001年）
5. TITLE #1（2004年）
6. TITLE #2+#3（2004年）
  - TITLES (european edition)（2005年、TITLE#1-#3の欧州編集盤）
7. CRUISE（2010年）
8. LUNATIQUE（2016年）
9. ACID TEKNO DISKO BEATz（2017年）

#### DJ-MIXアルバム
- MIX UP Vol.1（1995年）
- DJF400（1998年）
- IN THE BOX〜Live at WOMB Tokyo〜（2003年）
- A Pack to The Future（2005年）

#### サウンドトラック
- シティボーイズミックスPRESENTS パパ・センプリチータ オリジナルサウンドトラック（2003年）
シティボーイズ舞台公演のサウンドトラック。

#### ワークス集
- WIRE TRAX 1999-2012（2012年）
- Takkyu Ishino Works 1983〜2017（2018年）
完全生産限定盤は、プロデュース、リミックス、コラボレーション、提供曲など過去35年間・全100曲以上（予定）の石野卓球が制作した楽曲がリマスタリング、収録されたCD8枚組。

### Compilationアルバム
- Mayday The "Sonic Empire" Compilation / V.A.
- Pacific State / V.A.
- WIRE99 Compilation / V.A.
- WIRE01 Compilation / V.A.
- WIRE02 Compilation / V.A.
- WIRE03 Compilation / V.A.
- WIRE04 Compilation / V.A.
- WIRE05 Compilation / V.A.
- WIRE06 Compilation / V.A.
- WIRE07 Compilation / V.A.
- WIRE08 Compilation / V.A.
- WIRE09 Compilation / V.A.
- WIRE10 Compilation / V.A.
- WIRE11 Compilation / V.A.

### リミックス
- 恋はマケテラレネーション (Trip II da Mars Mix) / 宍戸留美 - 1993年（KO世紀ビースト三獣士 スパークリングヴォーカルアルバム T・K・O）
- Twiggy Twiggy (Take A TB Train Mix) / Pizzicato Five - 1993年（Expo 2001 / Pizzicato Five）
- テクノでSo.Ya.Na (Bite My Jeans Mix) / West End x Yuki (from O.P.D.) - 1995年（So.Ya.Na グレーテストヒッツ / West End x Yuki (from O.P.D.）)
- All Our Colours (Takkyu Ishino Remix) / Microglobe - 1995年（Afreuroparemixes And More - A Different View / Microglobe）
- Peach X'mas (Takkyu Ishino Remix) / 岡村靖幸 - 1995年（Peach X'mas / 岡村靖幸）
- Gamer's Night (Takkyu Ishino Remix) / Mijk's Magic Marble Box - 1996年（Tokyo Trax Remixes / Mijk's Magic Marble Box）
- メカパクサ [Dr.Eのテクノ初体験] (Remixed By 石野卓球) ・ Arirandrome (Remixed By 石野卓球) / イ・パクサ - 1996年（ひらけ!ポンチャック / 李博士（イ・パクサ） vs 電気グルーヴ）
- Volunteer Ape Man (Disco)  / Cornelius - 1996年（96/69 / Cornelius）
- パイク (Remixed By 石野卓球) / ヒカシュー - 1996年（レトロアクティブ / ヒカシュー）
- エエジャナイカ〜卓球の極道電子盆唄編 / ソウル・フラワー・ユニオン - 1996年（エエジャナイカ / ソウル・フラワー・ユニオン）
- Ultra Q's Theme (Remixed By Takkyu Ishino) / The Surf Coasters - 1996年（Surfdeliciouce / The Surf Coasters）
- 象のパオパオ（石野卓球 Mix） / 少年ナイフ - 1997年（Super Mix / 少年ナイフ）
- Oxygene 8 (Takkyu Ishino Extended) / Jean Michel Jarre - 1997年（Oxygene 8 / Jean Michel Jarre）
- It's More Fun To Compute (Takkyu Ishino Tachno Funk) / KRAFTWERK - 1998年（Musique Non Stop / KRAFTWERK）
- Music Is The Key Love Parade 99 (Takkyu Ishino Mix) / Dr. Motte & Westbam - 1999年（Music Is The Key Love Parade 99 / Dr. Motte & Westbam）
- Luv Luv Robot (Takkyu Ishino Remix) / Popsoda - 1999年（Luv Luv Robot / Popsoda）
- Anthem - Takkyu Ishino Remix / Vangelis - 2002年（2002 FIFA World Cup Official Anthem / Vangelis）
- Have You Ever Seen The Blue Comet? (Takkyu Ishino Remix) / Dr. Shingo - 2002年（Have You Ever Seen The Blue Comet? / Dr. Shingo）
- 浮雲男 (Takkyu's Japp Tekno Ppopp Mix)  / エレファントカシマシ - 2003年（花男 / V.A.）
- エレクトリック先生 (Electric Body Sensei Mix) / HALCALI - 2003年（エレクトリック先生 / HALCALI）
- マジックタイム (Takkyu Ishino Remix) / JUN - 2003年（マジックタイム / JUN）
- The Last Dance (Takkyu Ishino Remix) / rays - 2004年（The Last Dance / rays）
- Geheimnis / DAF - 2004年（Fine Time - A Tribute To New Wave / V.A.）
- 以心電信 (Takkyu Ishino Remix)  / オレンジレンジ - 2006年（Squeezed / オレンジレンジ）
- Music (Takkyu@133.333)  / RAM RIDER - 2007年（きみがすき + Remix Tunes / RAM RIDER）
- Luvotomy (Camp Three-O-Three Remix) / m-flo loves 安室奈美恵 - 2007年（electriCOLOR -COMPLETE REMIX- / m-flo）
- オリーブの首飾り (Takkyu's Limbo Bimbo Mix) ・オリーブの首飾り (Takkyu's More Jumbo Bimbo Mix)  / Paul Mauriat - 2007年（The Remixes Viva! Paul Mauriat / Paul Mauriat）
- Firestorm (Takkyu Ishino Remix)  / Wrench - 2008年（drub / Wrench）
- Speed Racer - Takkyu's Demon On The Wheel Mix / 石野卓球 - 2008年（Speed Race Japan 〜マッハGoGoGoトリビュート〜 / V.A.）
- Shangrila (Takkyu Ishino Remix) / チャットモンチー - 2009年（One By One / V.A.）
- Propaganda (Takkyu Ishino Remix)   / Fact - 2009年（Nivan Runder Soundrugs / Fact）
- You May Crawl (Takkyu Ishino Remix)  / School Food Punishment - 2009年（futuristic imagination / School Food Punishment）
- ルーキー (Takkyu Ishino Remix)  / サカナクション - 2012年（僕と花 / サカナクション）
- A Piece of Future -Takkyu Ishino Remix-  / FISHMANS+ - 2012年（A PIECE OF FUTURE / FISHMANS+）
- My Dear Lady,Will You Dance With Me Tonight? -Takkyu ishino's Rave 1991 Remix- / Fear, and Loathing in Las Vegas - 2014年（Rave-up Tonight / Fear,and Loathing in Las Vegas）
- NOTORIOUS Takkyu Ishino's Acid Sucker Mix / RIZE - 2015年（PARTY HOUSE / RIZE）
- Tutti Frutti (Takkyu lshino Remix) / New Order - 2015年（Tutti Frutti EP / New Order）
- Raise your flag [Takkyu Ishino Twitching Acid Mix] / MAN WITH A MISSION - 2017年（Dead End in Tokyo / MAN WITH A MISSION）
- Moon さよならを教えて(Takkyu Ishino Remix) / BUCK-TICK - 2017年（BABEL / BUCK-TICK）

### その他
- TOKYO TONE/0990 (3rd Movement) - 1994年（DOVE LOVES DUB名義 / とれまレコード）
- REIKO/TOMOKO/THREE SYNTHESIZERS - 1994年（DOVE LOVES DUB名義 / とれまレコード）
- TOMOKO/Chiki Bam Tom - 1995年（DOVE LOVES DUBS名義 / CHOCI'S CHEWNS）
- MICKIEE ep - 1995年（MICKIEE名義/とれまレコード）1997年にもMICKIEE名義でお蔵入りした12インチがあり、内容は133BPMで統一された曲がJEFF MILLS"CYCLE 30"のようなループ状の溝によりエンドレス再生される仕様あった。とれまレコード代表の田中フミヤは200〜300枚程度プロモオンリーの非売品でプレスする予定を雑誌『エレキング』誌上の連載「ダメトーク」で語っており、石野本人はこの盤を実際に手にしたことをラジオ番組「ドリルキングアワー」で公言している。
- チャイム - 1995年 （「篠原ともえ+石野卓球」名義。篠原の実質的デビューシングル）
- VOLUNTEER APE MAN (DISCO) （Corneliusのリミックス・アルバム「96/69」で同曲のリミックス）
- 九官鳥&ヒズフレンズ (「石野卓球&小山田圭吾」名義。テレビブロス10周年企画。非売品。）
- ヴァンゲリス - 「ANTHEM」-2002年（FIFAワールドカップ公式讃歌）のリミックス）
- The Album - 2003年（岡村靖幸とのユニット「岡村と卓球」名義）
- 細川ふみえ - 『だっこしてチョ』『にこにこにゃんにゃん』（作曲&プロデュース）
- 「MEMORIES」（大友克洋監督作品。OP&EDテーマ『IN YER MEMORY』担当）
- 「サイレン 〜FORBIDDEN SIREN〜」（堤幸彦監督作品。EDテーマ担当）
- プレイステーション用ゲーム「攻殻機動隊 GHOST IN THE SHELL」（メインテーマ提供およびサウンドトラック盤総合プロデュース）
- テレビアニメ「交響詩篇エウレカセブン」（『NINETY THREE』がBGMとして使用された）
- UKAWANIMATION!-『惑星のポートレイト 5億万画素』（楽曲提供/宇川直宏の音楽ユニット、UKAWANIMATION!のシングルに表題曲を提供。萩原健一がボーカリストとして参加）
- 木村カエラ - 『おどるポンポコリン』（編曲）
- SMAP - 『SMAPのポジティブダンス』（作曲）
- ノースリーブス - 『MY SHINING STARS』（作詞・作曲・編曲）[13]
- 夏木マリ - 『逆走BBA』（作曲） - ミニアルバム「朝はりんごを食べなさい」に収録[14]
- ハリウッドザコシショウ - 『ゴキブリ男』（作詞、作曲、プロデュース、コーラス）[15]
- V6 - 『刹那的 Night』（作詞、作曲） - アルバム「The ONES」に収録
- 日出郎 - 『燃える！バルセロナ』（作詞、作曲、プロデュース、コーラス）[16]
- 関西電気保安協会 - 『関西電気保安グルーヴ』（同協会のサウンドロゴを使用して作曲した楽曲を提供。）
- 地面師たち（2024年、Netflix、劇伴）[17]

### 著書
- テクノボン（1994年、宝島社）ISBN 4796608044 - 野田努との共著
- 生卵 忌野清志郎画報（1995年、河出書房新社）※寄稿
- 赤塚不二夫　実験マンガ集（2015年、Pヴァイン）※巻末インタヴュー

## 出演

### ラジオ
※ここではソロとしてのレギュラー番組のみ紹介。
- AZ-WAVE (AZ-BEAT)（1997年 - 2000年、J-WAVE）- DJミックス。
- FREE FORM 〜TOKIO UNDERGROUND MIX ZONE〜（2000年 - 2002年、J-WAVE）- DJミックス。
- ミュージック・パイロット（2002年8月、NHK-FM）- マンスリーパーソナリティ。

### CM
- Honda「CR-V」（2018年、ナレーション）